# William L. Moore
William Lewis Moore (* 28. April 1927 in Binghamton, New York; † 23. April 1963 nahe Attalla, Alabama) war ein Briefträger aus Baltimore und Bürgerrechtler.
Mit mehreren Märschen, bei denen er stets alleine lief, protestierte er gegen den Rassismus in den Südstaaten der USA und lieferte selbst geschriebene Briefe persönlich aus. Auf seinem ersten Marsch lief er nach Annapolis, der Hauptstadt von Maryland. Der zweite führte zum Weißen Haus, in seinem Brief teilte er John F. Kennedy mit, dass er beabsichtige nach Mississippi zu gehen und sagte „If I may deliver any letters from you to those on my line of travel, I would be most happy to do so.“ (Ich wäre sehr glücklich, wenn ich an diejenigen, denen ich auf meinem Weg begegne, Briefe von Ihnen verteilen dürfte).
Auf seinem dritten Protestmarsch wanderte er mit zwei Schildern, auf denen „End Segregation in America“ (beendet die Rassentrennung in Amerika) und „Equal Right for all Men“ (gleiches Recht für alle Menschen) standen. Er wollte nach Jackson um dem dortigen Gouverneur Ross Barnett einen Brief persönlich zu überreichen, in dem er ihn zur Integration der Schwarzen drängen und über die Gleichberechtigung von Schwarzen und Weißen aufzuklären beabsichtigte. Am 23. April 1963 wurde er von Charlie Hicks, einem Reporter der WGAD Radio Station, interviewt, der einen anonymen Anruf mit Hinweisen zu Moores Aufenthaltsort erhalten hatte.
Eine Stunde später fand ein Motorradfahrer Moore nur eine halbe Meile entfernt tot neben einer Straße liegen. Er wurde aus nächster Nähe mit drei Schüssen aus einem 22-Kaliber-Gewehr in die Stirn erschossen. Die Waffe war auf einen Floyd Simpson registriert, mit dem er früher am Tag diskutiert hatte. Eine Strafe wurde aber nie verhängt.
Sein Brief wurde gefunden und geöffnet, darin stand „die Weißen können niemals wirklich frei sein, solange nicht alle Menschen ihre Rechte haben“, außerdem bat er den Gouverneur gütig zu sein und mehr zu leisten, als bisher von ihm verlangt werde.
Der deutsche Liedermacher Wolf Biermann verarbeitete Moores Geschichte in der Ballade vom Briefträger William L. Moore, die schon Mitte der 1960er Jahre auch von der amerikanischen Sängerin Hedy West aufgeführt wurde. Auch der amerikanische Songwriter Phil Ochs widmete Moore einen Protestsong.